# Pistor Holding
Die Pistor Firmengruppe stellt seit mehr als 100 Jahren für die lebensmittelverarbeitenden Branchen in der Schweiz Produkte und Dienstleistungen bereit und bietet kompetente Unterstützung in praktisch allen Bereichen wie Planung, Bestellung, Lieferung und Abrechnung. Zur Gruppe gehören die selbständigen Gesellschaften Pistor Holding Genossenschaft, Pistor AG, Proback AG und Fairtrade SA, die alle im luzernischen Rothenburg ansässig sind.

## Tochterfirmen

### Pistor AG

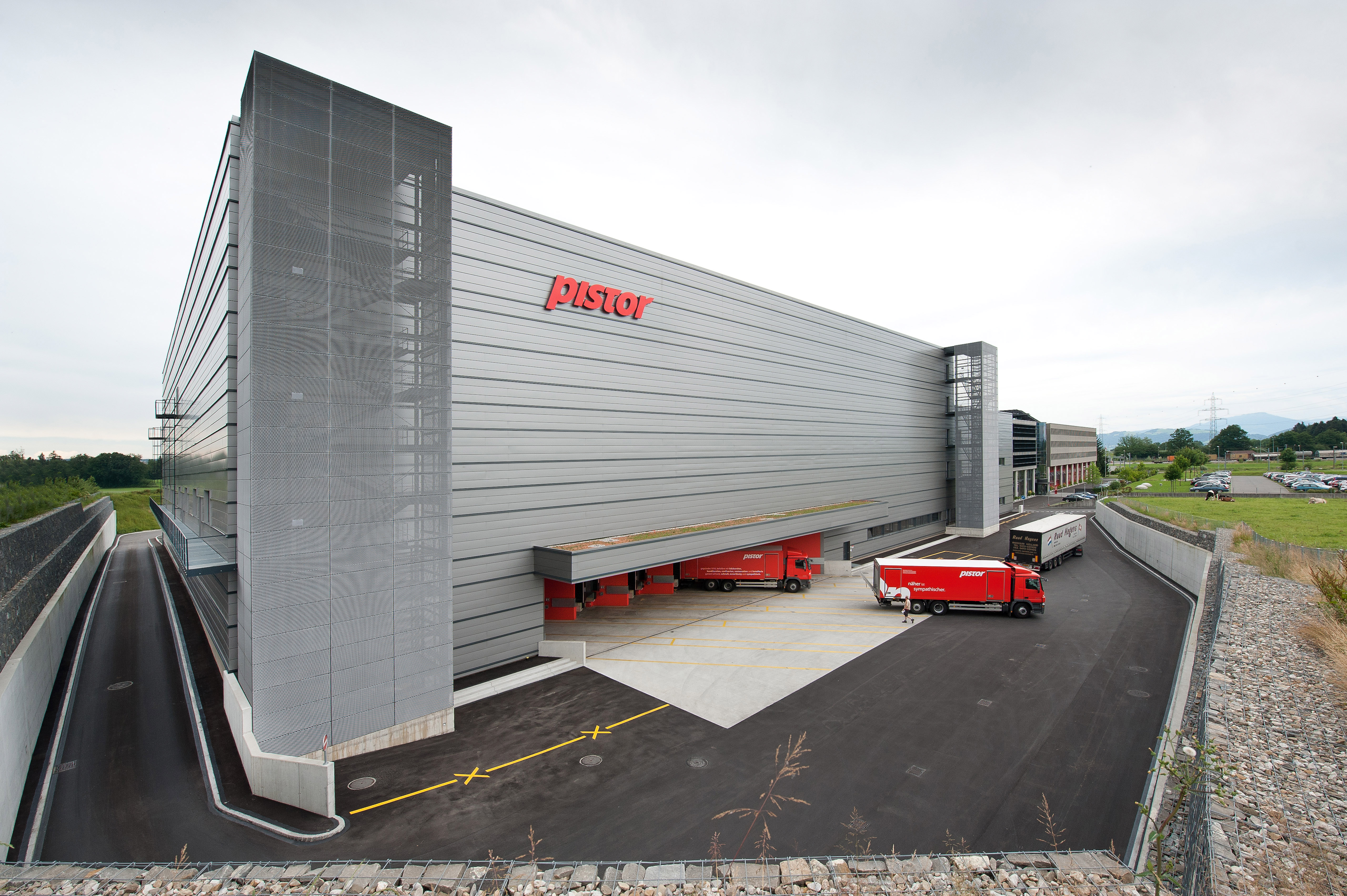
Warenumschlagszentrum in Rothenburg LU (2010 eröffnet)

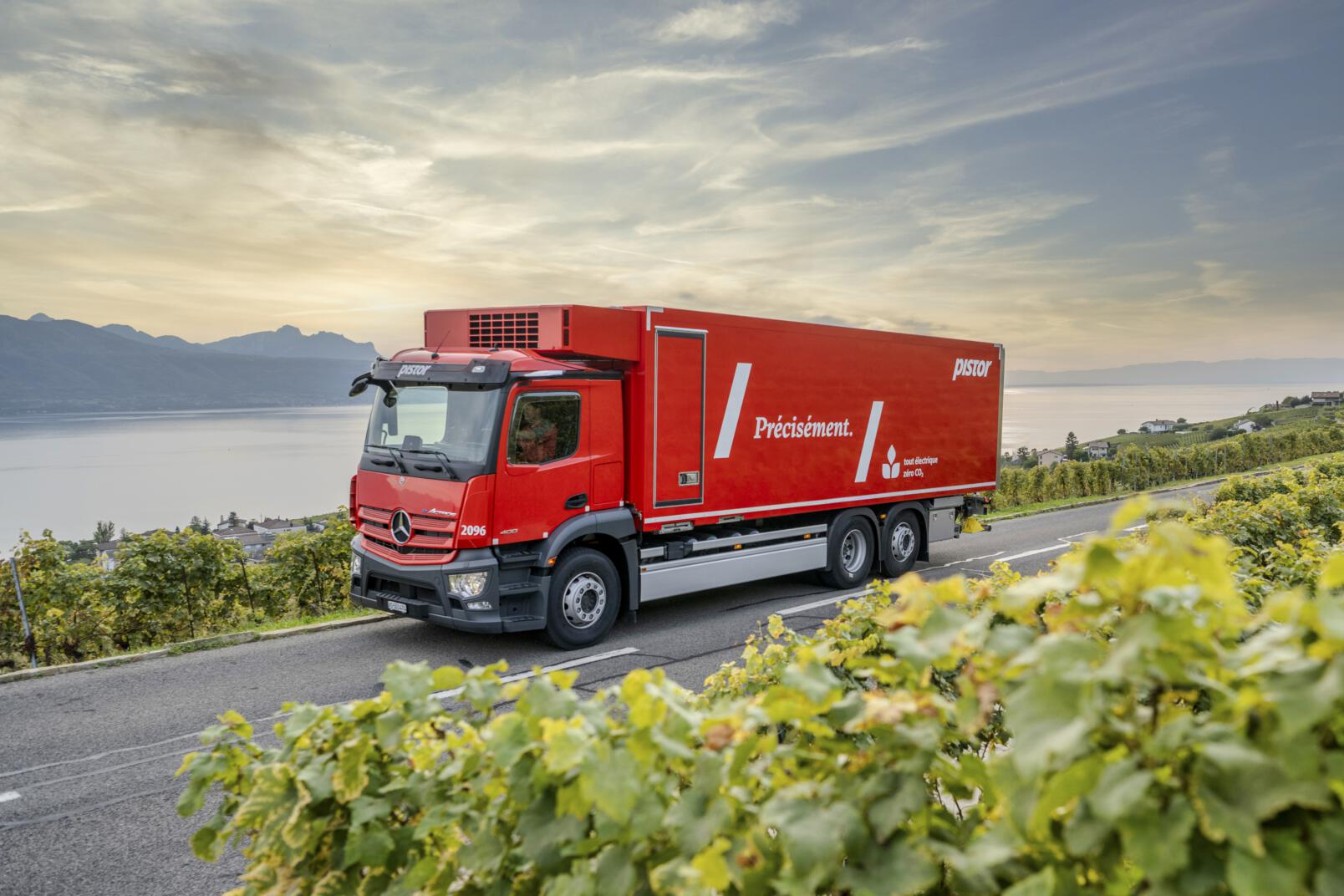
Pistor E-Lkw in der Westschweiz

Die Pistor AG ist in der Schweiz tätig und ein Handelsunternehmen für die Branchen Bäckerei-Konditorei-Confiserie, Gastronomie sowie Heim und Spital. Sie wurde 1916 von Bäckern als Selbsthilfeorganisation zum Einkauf von Lebensmitteln gegründet. Pistor beliefert die weiterverarbeitenden Betriebe aus den Branchen Bäckerei-Konditorei-Confiserie, Gastronomie sowie Heim und Spital in der ganzen Schweiz mit Rohstoffen, Halb- und Fertigfabrikaten sowie Non-Food-Artikeln. Für die Pflege bietet Pistor ergänzend medizinisches Verbrauchsmaterial an. Das Angebot umfasst über 27‘000 gekühlte, ungekühlte und tiefgekühlte Artikel und setzt sich aus Markenprodukten und einem Eigenmarkensortiment zusammen.

### Proback AG
Die Proback AG ist ein Beratungsunternehmen und 100-prozentige Tochterfirma der Pistor Holding Genossenschaft. Die Proback ist als Non-Profit-Organisation unter anderem für die Förderung der Marktpräsenz sowie für die betriebswirtschaftliche Unterstützung des Bäckerei-, Konditorei- und Confiserie-Gewerbes tätig. Sie bietet dem Gewerbe Dienstleistungen wie Geschäftsvermittlung, Unterstützung bei Start-ups von Jungunternehmen, Organisation von Geschäftsübergaben oder Beratungsgespräche und Coachings.

### Fairtrade SA
Die Fairtrade ist ein Rohstoffhandelsunternehmen und 100-prozentige Tochterfirma der Pistor Holding Genossenschaft. Rohstoffe wie Haselnusskerne, Mandeln, Zucker, Aprikosen, oder Sultaninen bestimmen den Alltag der Fairtrade. Zu ihren Kunden zählen Schokolade- und Biskuitfabriken, Produzenten von Halbfabrikaten, Grossverteiler, Handelsfirmen und Getränkehersteller. Diesen bietet sie Dienstleistungen wie Abwicklung von Verträgen, Organisation der Warentransporte, Abwicklung der Zollformalitäten oder Qualitätskontrolle der Produkte an.